# Ali Hamenej
Ali Hosseini Hamenej, iranski klerik in politik, * 19. april 1939, Mašhad, pahlavijski Iran. 
Od leta 1989 služi kot drugi vrhovni voditelj Irana. Njegov mandat kot vrhovni voditelj ga uvršča med najdlje službujoče državne voditelje na Bližnjem vzhodu in na drugo mesto najdlje službujočih iranskih voditeljev 20. in 21. stoletja, takoj za šahom Mohamedom Rezo Pahlavijem.
Ali Hamenej se je rodil v Mašhadu v družini Homenej, ki izvira iz mesta Hamaneh v provinci Vzhodni Azerbajdžan. Študiral je v havzi v svojem rodnem mestu, leta 1958 pa se je preselil v Kom, kjer je obiskoval predavanja Ruholaha Homeinija. Postal je dejaven član opozicije Mohameda Reza Pahlavija, šaha Irana, in bil šestkrat aretiran, preden ga je šahov režim izgnal v tri leta trajajoče izgnanstvo. Hamenej je bil osrednja osebnost iranske revolucije (1978–1979) in po njenem uspehu je zasedal številne položaje v novo ustanovljeni Islamski republiki Iran. Po revoluciji je bil tarča poskusa atentata, ki mu je ohromil desno roko. Med letoma 1981 in 1989 je med iransko-iraško vojno služil kot tretji predsednik Irana in razvil tesne vezi z Islamsko revolucionarno gardo (IRGC). Po smrti Homeinija leta 1989 je bil izvoljen za vrhovnega voditelja s strani Zbora strokovnjakov.
Kot vrhovni vodja je Hamenej spodbujal znanstveni napredek v Iranu in kljub mednarodnim sankcijam dosegel znaten napredek na področju izobraževanja in usposabljanja. Podprl je iranski jedrski program za civilno rabo, hkrati pa izdal fatvo, ki prepoveduje proizvodnjo vseh vrst orožja za množično uničevanje. Hamenej je podpiral gospodarsko privatizacijo državnih industrij in z zalogami nafte in zemeljskega plina Iran spremenil v »energetsko velesilo«. S svojo zunanjo politiko, osredotočeno na šiitski islamizem in širjenje iranske revolucije, je Iran podprl koalicijo »osi upora« v iraški vojni, sirski državljanski vojni in jemenski državljanski vojni. Kot zagrizen kritik Izraela in sionizma je znan po svoji podpori Palestincem v izraelsko-palestinskem konfliktu. Hamenej se je med svojim vladanjem soočal tudi z mnogimi protesti, med drugim s protesti ob predsedniških volitvah leta 2009, splošnimi stavkami in protesti v letih 2018–2019 ter protesti po smrti Mahse Amini.
Hamenej, ki je predmet razširjenega kulta osebnosti, je v očeh svojih podpornikov odločen antiimperialistični voditelj, ki je izzval zahodno hegemonijo v regiji in uteleša islamsko identiteto Irana. Znan je tudi pod nazivom ajatola in velja za enega vodilnih šiitskih muslimanskih mardž na svetu. Hamenejevi kritiki ga vidijo kot represivnega despota, odgovornega za zatiranje, množične umore in druga dejanja nepravičnosti, čeprav nekatere izmed teh trditev veljajo za sporne.

## Galerija
- Hamenej v mladosti.
- Hamenej na prostestih med iransko revolucijo.
- Hamenej med govorom pripadnikom iranskega letalstva.
- Hamenej v pogovoru s švedskim premierjem Löfvenom.

### Uradno
- Uradno spletno mesto
- The Office of the Supreme Leader of Iran
- Official English-language Twitter account